# Syndebuk
 Der er for få eller ingen kildehenvisninger i denne artikel, hvilket er et problem. Du kan hjælpe ved at angive troværdige kilder til de påstande, som fremføres i artiklen.

En syndebuk (alternativt et offerlam) er et menneske eller en gruppe mennesker, der ofte uretmæssigt tildeles skyld og ansvar for fejl, fiaskoer eller andre konfliktfremkaldende forhold, som de ikke nødvendigvis har del eller skyld i.

## Historie
Historien om syndebukken er beskrevet i både det gamle og nye testamente i Bibelen. I Tredje Mosebog kapitel 16 fortælles der om strenge regler for forsoningsoffer for israeliterne. De skulle blandt andet lægge alle deres synder på hovedet af en gedebuk, som derefter skulle drives ud i ødemarken. Disse syndofferbukke tog alle synderne med sig og alle synderne bort fra folket, således at befolkningsgruppen blev skyldfri. I Brevet til Hebræerne kapitel 10 er syndebukken et billede af Jesus, som i lighed med syndebukken påtog sig alle folks synder. Tilsvarende syndeofre har også forekommet i andre oldtidskulturer.

## I dag
Begrebet bruges primært i overført betydning - om en person eller en gruppe mennesker, der bliver tildelt skyld for en situation, katastrofe eller et problemer, som udpegeren ikke selv kan påvirke; eller som afledningsmanøvre for at maskere f.eks. politiske eller økonomisk dubiøse handlinger og beslutninger, o.a.
Netop at udpege syndebukke har til alle tider vist sig at være et vigtig propagandaredskab og politisk værktøj. For eksempel udpegede nazisterne jøderne som de ansvarlige for det økonomiske uføre og det politiske kollaps i Tyskland. Grupper, der traditionelt er blevet udpeget som syndebukke i forskellige sammenhænge, omfatter sorte, indvandrere, kommunister, kapitalister, hekse, kvinder, fattige, jøder, spedalske, homoseksuelle, sigøjnere, handicappede, socialt udsatte og en lang række andre grupper, som oftest er minoritetsgrupper.
I postindustrialiserede samfund bliver det i stadig stigende grad fordømt at udpege minoritetsgrupper som syndebukke.